# آلکسی بروسیلوف
آلکسی آلکسیویچ بروسیلوف (به روسی: Алексе́й Алексе́евич Бруси́лов) (زاده ۱ سپتامبر ۱۸۵۳ - درگذشته ۱۷ مارس ۱۹۲۶) یک ژنرال روسی بود که غالباً به خاطر توسعه تاکتیک‌های هجومی جدیدی که در یک سری نبردها موسوم به یورش بروسیلوف در ۱۹۱۶ به کار برد و بزرگترین دستاورد وی نیز هستند، مورد توجه قرار گرفته‌است. این تاکتیک‌های خلاقانه و نسبتاً موفق بعدها توسط آلمانی‌ها مورد تقلید قرار گرفتند.
بروسیلوف در یک خانواده اشرافی که پدر آن نیز خود ژنرال بود چشم به هستی گشود؛ به عنوان یک افسر سواره نظام خدمت کرد اما در ۱۹۱۴ پی برد که با شیوه‌های جدید جنگی، سواره نظام اکنون به دلیل آسیب‌پذیری در مقابل مسلسل و توپخانه منسوخ شده‌است. تاریخ نگاران وی را بعنوان تنها ژنرال روس در جنگ اول جهانی که توان پیروزی در تمامی نبردهای بزرگش را داشته‌است، مصور کرده‌اند. به هر حال تلفات عظیم وی جداً توان ارتش امپراتوری روسیه را به تحلیل برد به طوری که کشورش دیگر نمی‌توانست جایگزینی برای تلفاتش بیابد. هرچند در طول این تهاجم، وی برتری خفیفی بر دشمن خود(۶۰۰٬۰۰۰ نفر در برابر ۵۰۰٬۰۰۰ نفر) داشت اما ظرف ۷۲ ساعت حدود ۵۰ مایل پیشروی نمود، ۲۰۰٬۰۰۰ نفر اسیر و ۷۰۰ قبضه سلاح سنگین غنیمت گرفت.
علی‌رغم نقش برجسته اش در ارتش امپراتوری روسیه، سرانجام در جنگ داخلی روسیه جانب بلشویک‌ها را گرفته و در پایه‌ریزی سازمان ارتش سرخ کمک کرد؛ عملی که اعتبار و آبروی وی را در میان سلطنت طلبان روس و غربی‌ها مخدوش نمود.

## جنگ روس و تُرک (۷۸–۱۸۷۷)
در جنگ امپراتوری‌های روسیه و عثمانی، او به خوبی وظایف خود را انجام داد به طوری که سه مرتبه نامش در لیست افراد شایسته قرار گرفت. واحد تحت هدایت وی در جبهه جنوبی، در قفقاز فعالیت داشته و در حمله به مواضع دفاعی اردگان (اکنون اردهان در ترکیه امروزی)، که به خاطر آن بروسیلوف نشان «سان استانیسلاو» درجه سه را دریافت داشت، مشارکت داشت. بعدها هم نشان «سان آنه» درجه سوم را بدو بخشیدند. در اواخر این جنگ، بروسیلوف تهاجماتی موفق بر مواضع ترکها در اطراف استان کارز هدایت کرد که سبب شد نشان «سان استانیسلاو» وی را به درجه دو ارتقا دهند.

## آموزشگاه افسران سواره نظام
در ۱۸۸۱ دانشجوی آموزشگاه افسران سواره نظام در سن پترزبورگ گردید، دو سال بعد به عنوان مربی آموزشی سوارکاری در آنجا منصوب شد و سیزده سال بعدی را در آنجا ماند. در ۱۹۰۲ ریاست این آموزشگاه را بدو سپردند؛ تحت هدایت وی این «آموزشگاه اسب» بعدها به عنوان مرکزی مورد اطمینان برای تدارک و تربیت افسران ستادیِ سواره نظام درآمد. بروسیلوف جزواتی در باب استفاده از سواره نظام انتشار داده و جهت فراگیری آموزش سوارکاری و پرورش اسب، از کشورهای فرانسه، اتریش_مجارستان و آلمان دیدن نمود.
در ۱۹۰۶ وی را به فرماندهی لشکر دوم گارد سواره نظام منصوب کردند اما این سمت او را خرسند نساخت. انقلاب ۱۹۰۵ روسیه پایتخت را دچار آشوب و ناآرامی کرد و پس از مرگ همسرش، کوشید سِمتی بیابد که از گارد و پایتخت دور باشد.
در ۱۹۰۸ بروسیلوف به فرماندهی سپاه چهاردهم در بخش نظامی ورشو منصوب شد، جایی که به خاطر دستاوردش در بهبود آموزش‌های جنگی، کارنامه ای قابل توجه برجای گذاشت. در همین زمان با نادژدا یلیهوفسکی وصلت کرده و در ۱۹۱۲ به درجه ژنرال سواره نظام ارتقا یافت، همچنین معاون فرماندهی کل قوای بخش نظامی ورشو گردید. شکست ۱۹۰۸ روس‌ها در جنگ روسیه و ژاپن سبب شد به ژنرال‌هایی که از خانواده مهاجرین بودند_ و از قضا بخش وسیعی از بلند پایگان ارتش روس را هم تشکیل می‌دادند_ چنین اتهام زده شود که دارای حس میهن دوستی کمتری نسبت به آنهایی که اصالتاً روسی اند، می‌باشند؛ و بروسیلوف نیز با ژنرال-فرماندار ورشو یعنی «گئورگی اسکالون» و سایر ژنرال‌های «روسی-آلمانیِ» شاغل در ورشو، بر سر همین مسائل درافتاد و به زودی دنبال سِمت جدیدی گشت.

در ۱۹۱۳ بروسیلوف را به هدایت سپاه دوازدهم در بخش نظامی کیف گماردند؛ خود وی در مورد اعزامش گفت: «شک ندارم که عزیمتم[از ورشو] شور و هیجانی در میان سربازان مستقر در ورشو برخواهد انگیخت… باشد! هر چه شده که شده، خودم خرسندم که از فاضلابِ حال و هوای دادگاه گونهٔ ژنرال اسکالون خلاص شده‌ام.»

## جنگ اول جهانی

### ۱۹۱۴–۱۹۱۵
در ژوئیه ۱۹۱۴ در پی توسعهٔ ارتش امپراتوری روسیه بر اثر بسیج نیروهایش پس از ترور آرشیدوک فرانتس فردیناند، ژنرال بروسیلوف به فرماندهی ارتش هشتم که بخشی از جبههٔ جنوب غربی بوده و در گالیسیا (اروپای شرقی) فعالیت داشت، گمارده شد. ارتش هشتم به فرماندهی وی در یک پیش دستی نیروهای اتریش_مجارستان را شکست داد و سریعاً نزدیک به ۱۵۰ کیلومتر(۹۳ مایل) پیشروی نمود. اما شکست‌های فاحش در دیگر نقاط جبهه، از جمله شکست در نبرد تاننبرگ و در پی آن عقب‌نشینی سراسری روس‌ها، ارتش هشتم وی را وادار به عقب‌نشینی کرد. به خاطر پیروزی‌هایش، ژنرال بروسیلوف نشان "سان گئورگ (جورج)" درجه ۴ و سپس درجه ۳ آنرا دریافت داشت. از قضای روزگار، چندین تن از رهبران ارتش روسیه سفید∗ سمت‌های ارشدِ ارتش هشتم را تصاحب نمودند_مقام بروسیلوف به آنتون دنیکین سپرده شد در حالی که الکسی کالدین لشکر دوازدهم سواره نظام و لاور کورنیلوف نیز هدایت لشکر چهارم پیاده‌نظام را عهده‌دار شدند. در ابتدای سال ۱۹۱۵ ژنرال بروسیلوف بار دیگر پیشروی نمود، رشته کوه‌های کارپات در رومانی را گذرانده و وارد سرزمین مجارستان شد.در این زمان تزار نیکلای دوم روسیه از ارتش هشتم بازدید کرده و ژنرال بروسیلوف به مقام ژنرال-آجودان (که در سلسله مراتب درجات ارتش امپراتوری دارای چهار ستاره بود) ارتقا داد. بار دیگر شانس و اقبال در جبههٔ دشمن، کارهای ژنرال بروسیلوف را بر باد داد: ارتش مرکب اتریشی-آلمانی در خط گورلیس تارنو چنان رخنه عمیقی نمود که تاریخ‌نگار معروف ای.جی.پی. تیلور آنرا عمیق‌ترین رخنه در سراسر جنگ دانسته‌است؛ در نتیجه با عقب‌نشینی سراسری روس‌ها، ارتش ژنرال بروسیلوف این بار به اندازه ۱۸۰ کیلومتر(۱۱۰ مایل) وادار به عقب‌نشینی گردید.

### تهاجم بروسیلوف
در ۲۹ مارس ۱۹۱۶ این ژنرال کهنه‌کار رهبری جبههٔ جنوب غربی را عهده‌دار شد که مقداری آزادی عمل برایش دست و پا کرد. یورش‌های اخیر روس‌ها نشان می‌داد که اکثراً متمایل به یورش به بخش‌های کوچک و کوچکترِ جبهه، با تمرکز فزایندهٔ توپخانه و نفرات جهت حصول رخنه در خطوط دشمن بودند. خط جبههٔ باریک این یورش‌ها سبب می‌گردید که ضدحمله برای آلمان‌ها تسهیل شود و همین طرز عمل به شکست‌های متوالی روس‌ها منجر می‌شد.
ژنرال بروسیلوف اما تصمیم گرفت تهاجمات خود را در سراسر جبههٔ جنوب غربی بگستراند. امیدش این بود که در سراسر چنین منطقهٔ عملیاتی وسیعی، سازمان دشمن را از بین برده و را متفرقش کند، هر چند به‌ناچار باید برخی نقاط حساس را رها می‌کرد. او نه تنها تصمیم گرفت که با اجتناب از بمباران شدیدِ مناطق کم ارزش در منابعش صرفه جویی کند، بلکه با بمباران مقرهای فرماندهی، محورهای مواصلاتی و سایر اهداف حیاتیِ آلمان‌ها توان فرماندهی و کنترل آنها در سراسر جبهه را از بین ببرد. یک فرماندهٔ توپخانه آلمانی به نام «گئورگ بروخ مولر» که در این تهاجمات در مقابل بروسیلوف خودی نشان داده و به شهرت رسیده بود، زمانی که برای بمبارانِ اولیه در عملیات میشائیل∗ در مارس ۱۹۱۸ در جبهه غرب طرح‌ریزی می‌کرد، از این تاکتیک‌های هجومی الگو برداری کرد. ژنرال بروسیلوف حتی نخواست برتری محدودی در تعداد نفرات برای خود حفظ کند بلکه اجازه داد لشکرهایی که تحت فرمانش بودند به سایر جبهه‌ها منتقل شوند. (تنها بدین شرط که در جهت پشتیبانی از تهاجم خودش، حملاتی انجام دهند)
با در نظر گرفتن معیارهای جنگ اول جهانی، فنون تهاجمی جدید ژنرال بروسیلوف بسی موفقیت‌آمیز بوده و در طول سه ماه بعد، جبههٔ جنوب غربی به‌طور میانگین، پیشرویِ بیش از ۳۰ کیلومتری در جبهه ای به طول بیش از ۴۰۰ کیلومتر(۲۵۰ مایل) و به اسارت گرفتن ۴۰۰٬۰۰۰ نفر از ارتش اتریش-مجارستان را در کارنامه خود ثبت کرد. اما یک حملهٔ تهاجمیِ پشتیبانی کننده از سوی جبهه غرب (فرانسه و بریتانیا) محقق نشد و آلمان توانست ۱۷ لشکر از فرانسه و بلژیک برای جلوگیری از پیشروی روس‌ها به جبهه شرق اعزام کند.
ژنرال بروسیلوف به پاس این عملیات‌ها مفتخر به دریافت شمشیر "سان گئورگ (جورج)" مزین به الماس گشت تا یکی از تنها ۸ نفری باشد که در طول جنگ اول جهانی این پاداش نادر را دریافت می‌کند.

### اصول استراتژی ژنرال بروسیلوف
- افزایش تعداد مواضعی که می‌توان با آنها حملهٔ سریع «بزن در رو» انجام داد، و در نتیجه ممانعت از تمرکز نیروهای ذخیره دشمن. هدف این رویکرد اینست که دشمن را با بهره‌گیری از چندین موضع حمله سردرگم کرد.
- گسترش پهنای حمله_ بیش از ۳۰ کیلومتر.
- تحدید زمان لازم برای بمباران_ کمتر از ۵ ساعت.
- نقل و انتقال توپخانه به صورت سری و هماهنگ نمودن عملیات‌های آن با پیاده‌نظام.
- در به پیش راندن نیروهای ذخیره پیش دستی کرده، و پس از اینکه رخنه ای در سنگر مقدم دشمن ایجاد کردیم باید آنها را به نیروهای طوفان (نیروهای عملیات سریع) ضمیمه کنیم. عدم استفاده از سواره نظام.
- نزدیک کردن سنگرهای خودی به سنگرهای دشمن تا حد امکان و قبل از آغاز نبرد.[۹]

## پانوشت ها
^  ارتشی که پس از وقوع انقلاب اکتبر 1917 از سلطنت طلبان روس و مخالفین بلشویسم تشکیل شد و تا 23_1922 حکومت کمونیستی را به خود مشغول کرده بود. از معروف ترین رهبران آن میتوان از ژنرال کلچاک و ژنرال دنیکین را نام برد.
^  اولین حمله از سری حملات موسوم به از "یورش بهاره" یا "یورش لودندورف" که در سال پایانی جنگ توسط معاون رئیس ستاد ارتش آلمان یعنی ژنرال لودندورف در شمال غرب فرانسه با موفقیت اجرا شد.